# عثكول (ازهرار)

رسم تخطيطي لعثكول

العُثْكُول أو العنقود الزهريّ هو ازهرار شديد التشعب. يميزه بعض المؤلفين عن الازهار المسنن المركب، من خلال اشتراط أن تكون الأزهار والثمار غنيقة (لها ساق واحدة لكل زهرة). غالبًا ما تكون فروع العثكول من شمراخًا. قد يكون للعثكول نمو محدد أو غير محدد. هذا النوع من الازهار هو إلى حد كبير سمة من سمات الأعشاب مثل الشوفان وعنق الثيل والفستق. يستخدم علماء النبات مصطلح عُثكوليّ بطريقتين: «وجود ازهرار عثكولي حقيقي» بالإضافة إلى «ازهرار بالشكل ولكن ليس بالضرورة بنية العثكول».

## العِذْق
قد يكون العذق بنية عثكولية متفرعة، مع وجود أزهار سفلية ذات عُنيقة أطول من عنيقة العلوية، مما يعطي سطحًا مسطحًا يشبه الخيمة. العديد من الأنواع في فُصيلة لوزاوات مثل الزعرور والروان، تنتج أزهارها في شكل عذق.

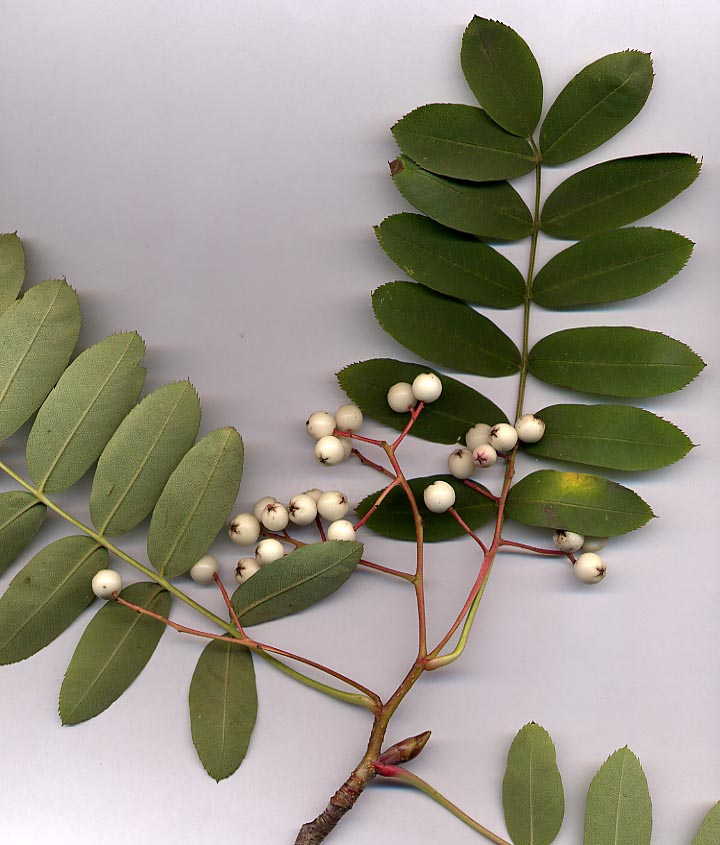
عذق ثمار غبيراء